# Siegfried Lauterwasser

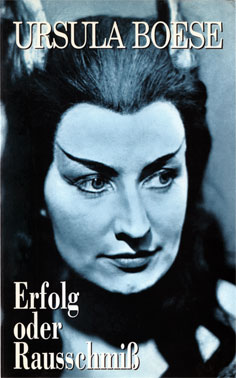
Ursula Boese:éxito o destierro.

Siegfried Lauterwasser (Überlingen, 1913 - 2000) fue un fotógrafo alemán. Fue uno de los representantes principales de la fotografía subjetiva y miembro del grupo Fotoform que ejerció gran influencia durante la postguerra de la Segunda Guerra Mundial. 
Estudió fotografía con su padre Alexander L. que era fotógrafo. Con dieciocho años continuó sus estudios en Escuela Superior de Formación Profesional de Fránkfort y con veinte años se hizo cargo del estudio fotográfico de su padre hasta que a los veinticuatro años alcanzó la categoría de maestro artesano en fotografía. 
Durante la Segunda Guerra Mundial trabajó como asesor de propaganda con su empresa fotográfica, sobre todo en tareas en el frente oriental y en la Luftwaffe. Al terminar la guerra se dedicó a la fotografía de paisaje y artística, en 1949 se convierte en miembro de Fotoform junto a Otto Steinert y Toni Schneiders entre otros, siendo uno de sus miembros más activos hasta 1953, participando en el Festival de Bayreuth.
La mayoría  de sus publicaciones fueron libros de fotografía con temas sobre su patria. La mayor parte de sus obras se encuentran en el Bildarchiv Preußischer Kulturbesitz (Archivo de imágenes del patrimonio cultural prusiano) de Berlín. En 1999 recibió junto a Wolfgang Reisewitz y Toni Schneiders el premio de cultura de la asociación alemana de fotografía.

## Publicaciones
- Überlingen in Lichtbildaufnahmen. Friedrichshafen 1938.
- Der Rathaussaal zu Überlingen. Ein Bildband. Überlingen 1947.
- Madonnen am Bodensee. Ein Bildband. Überlingen 1947.
- Das Heilige Grab zu Konstanz. Ein Bildband. Überlingen 1948.
- Narro und Hänsele. Schwäbisch-alemannische Volksfasnacht. Lindau 1956. En colaboración con Toni Schneiders y Victor Mezger.
- Segeln am Bodensee. Bielefeld 2000.